# La Nuit des fleurs
Pour plus de détails, voir Fiche technique et Distribution.
La Nuit des fleurs (La notte dei fiori) est un drame psychédélique franco-italien réalisé par Gian Vittorio Baldi et sorti en 1972.

## Fiche technique
- Titre français : La Nuit des fleurs ou Les Fleurs et la Nuit[1]
- Titre original : La notte dei fiori[2]
- Réalisation : Gian Vittorio Baldi
- Scénario : Gian Vittorio Baldi
- Photographie : Gerardo Patrizi
- Montage : Cleofe Conversi
- Musique : Peppino De Luca
- Décors : Vittorio Rossi
- Production : Gian Vittorio Baldi, Macha Méril
- Studio de production : Maxi Film, Victoria Films
- Pays de production :  Italie -  France
- Langue originale : italien
- Format : couleurs - Son mono - 35 mm
- Genre : drame psychédélique
- Durée : 85 minutes
- Dates de sortie :
  - Italie : août 1972 (Mostra de Venise 1972) ; 27 août 1979 (sortie nationale)

## Distribution
- Macha Méril : Macha
- Hiram Keller : Hiram
- Micaela Pignatelli : Micaela
- Jürgen Drews : Chris
- Giorgio Maulini : George
- Dominique Sanda : Eva